# Националсоциалистическа работническа партия на Дания
Националсоциалистическа работническа партия на Дания (ДНСАП) (на датски: Danmarks Nationalsocialistiske Arbejderparti; DNSAP) е нацистка политическа партия в Дания.

## История
Партията е основана на 16 ноември 1930 г., след успеха на нацистите в изборите за немски Райхстаг през тази година. Партията имитира Националсоциалистическата германска работническа партия (нацистка партия) в Германия, включително използването на свастика и Хитлеров поздрав, назоваването на бойната им сила като СА и дори пеенето на преведена версия на Песен на Хорст Весел. Партията е антисемитска, макар и не в същата степен като германските нацисти.
Партията има и други различия с германците. Като датски националисти, искат датската граница да се мести на юг, за да поеме цялото историческо херцогство на Шлезвиг, което би довело до повече етнически германци под датската власт. ДНСАП счита, че германците от Северна и Южна Шлезвиг са в действителност германски дари, които биха могли да бъдат политически върнати към своя датски произход. Германците искат да включат северната част на Шлезвиг в германската държава. ДНСАП също подкрепя принципите на лоялност към датската монархия и Датската църква.
Първоначално, партията е ръководена от Кай Лембе, въпреки че привлича не повече от няколкостотин членове под негово ръководство, той не успява да получи дори минимална подкрепа на изборите през 1932 г.
Заменен е през 1933 г. от Фриц Клаусен, който концентрира дейностите в родната си територия в Северна Шлезвиг, където трябва да дойде основната подкрепа за ДНСАП. На изборите през 1939 г., с около 5000 членове, партията печели 3 места във Folketing (парламента), което съответства на 1,8% от гласовете на народа.
ДНСАП подкрепя нахлуването на Хитлер и последвалата окупация на Дания на 9 април 1940 г. Преходът към нацисткото правителство в Дания е разгледан от германския администратор Ренте-Финк в края на 1940 г., но поради политиката на сътрудничество с легитимното датско правителство, се смята за по-добре да изчака Германия да спечели войната, въпреки че ДНСАП получава известна финансова и политическа подкрепа от Германия. Основен фактор, влияещ върху решението на Ренте-Финк, е провалът на партията на 17 ноември 1940 г., планиран да бъде сигнал за поглъщането на политическата власт в Дания.
ДНСАП не е включена във военното коалиционно правителство (1940-1943 г.), а на изборите през 1943 г. взима само 2,1% от гласовете и 3 места в Folketing. В деня след изборите, разочарованият Клаусен се отказва от германската финансова подкрепа, възнамерявайки да вземе по-чиста датска национална линия.
След края на Втората световна война, партията е официално разпусната през май 1945 г. и губи почти цялата си подкрепа. Няколко души обаче, продължават работата си под старото име на партията. Сегашното Датско националсоциалистическо движение проследява своите корени към ДНСАП.